# シャルル・アンツィジェール
シャルル・レオン・クレマン・アンツィジェ（Charles Léon Clément Huntziger フランス語発音: [ʃaʁl œ̃tsiʒe]、1880年6月25日 - 1941年11月12日）は、フランスの陸軍軍人、政治家。最終階級は陸軍上級大将。
第二次世界大戦では独仏休戦協定のフランス代表団長として交渉に臨んだ。ヴィシー政権の陸軍大臣。

## 軍歴
父レオン・ジャック・アンツィジェ（ハンツィガー、Léon Jacques Huntziger）は、アルザス出身のドイツ語教師で、普仏戦争にてアルザスがドイツ領になると、ドイツ帝国軍の徴兵を逃れてブルターニュに移住した。
1900年、サン・シール陸軍士官学校を卒業し、ジャン＝バティスト・マルシャン（fr:Jean-Baptiste Marchand）の探検隊の一員として参加する。植民地軍歩兵部隊の将校として任官する。第一次世界大戦ではバルカン戦線に従軍し、連合遠征軍司令部の作戦部長を務める。アンツィジェはルイ・フランシェ・デスペレー（fr:Louis Franchet d'Espèrey)の攻勢計画の立案に参加し、1918年9月の連合国の勝利と休戦協定の成立に貢献する。
1924年には中国天津に駐留する支那占領軍の司令官になる。1933年、レバント軍の上席司令官に任命される。その後、フランス委任統治領シリアの一部であるアレクサンドレッタ地区（en:Sanjak of Alexandretta）の処遇をめぐりトルコとの交渉に参加する。1938年にアンツィジェは陸軍高等会議（fr:Conseil supérieur de la guerre）に入る。
第二次世界大戦間の1939年から1940年にかけて始めに第2軍（2e armée）、次にアルデンヌ方面の守備を担当する第4軍集団（GA4）の司令官に就任する。1940年5月10日にナチス・ドイツのフランス侵攻が始まり、この時点で軍情報部は戦域について差し迫った脅威があると警告していた。アンツィジェは5月13日に指揮下の第2軍とともにスダン突破（fr:Percée de Sedan）で交戦状態に突入する。この戦闘でアンツィジェは不適切な対応と主導権の欠如によりドイツ軍の侵入を許してしまった。しかし、アンツィジェは巧妙な機動によって放棄しその責任をアンドレ・ジョルジュ・コラー将軍に負わせた。
その後、アンツィジェはコンピエーニュの森で開かれた1940年6月22日の独仏休戦協定とローマで開かれた1940年6月24日の休戦協定（fr:Armistice du 24 juin 1940）のフランス代表団長として両休戦協定に調印し、そしてヴィースバーデンに置かれたドイツ休戦委員会（fr:Commission allemande d'armistice）の構成委員となる。

## ヴィシー政権
ヴィシー政権成立後の1940年6月25日に陸軍総司令官に就任し、そして同年9月6日には陸軍大臣に任命され1941年8月11日までその職にあった。アンツィジェは陸軍大臣としてドイツに対しては「講和会議の開始前」に戦争捕虜の解放や、休戦協定の軍事事項の緩和、イギリスからの植民地防衛の為の諸政策、自立したフランス軍の増強の交渉を進め、かつての同盟国であったイギリスに対してはメルセルケビール海戦の報復として1940年9月24日と25日に3度に渡りジブラルタルに空襲を仕掛け、イタリアに対しては政府を代弁する形でフランスはイタリアを勝者とは見ていないと説明するなどヴィシー政権の微妙な立場を確保・維持・発展させるため多方面に活動した。国内にあっては当初、ピエール＝エティエンヌ・フランダン（fr:Pierre-Étienne Flandin） 副首相とフランソワ・ダルラン海軍大臣との三頭政治を組織し、のちにはフィリップ・ペタン主席に解任されたピエール・ラヴァル元副首相の復権に尽力した。
1941年11月12日、北アフリカでの軍部隊の検閲を終えて帰国する途上、搭乗していたポテ 662（fr:Potez 662）がセヴェンヌ山脈があるガール県ル・ヴィガンで墜落し殉職する。視界は悪く、機体は旧式な無線機器しか無いまま状態のままヴィシー空港を目指していた。葬儀は同年11月16日にドイツ高官も列席する中でヴィシーにある大聖堂にて執り行われた。解役式はノートルダム大聖堂で執り行われる。
彼の未亡人はフランシスク勲章（fr:Ordre de la Francisque）の初授与者となった。